# A Man of Parts
A Man of Parts è un cortometraggio muto del 1915 scritto, diretto e interpretato da Wally Van.

## Produzione
Il film fu prodotto dalla Vitagraph Company of America.

## Distribuzione
Distribuito dalla General Film Company, il film - un cortometraggio in una bobina - uscì nelle sale cinematografiche statunitensi il 26 febbraio 1915.